# Colostygia flavescens
Colostygia flavescens là một loài bướm đêm trong họ Geometridae.